# Michael Schaepman
Michael Ellert Schaepman (* 30. Mai 1966) ist ein schweizerisch-holländischer Geograph. Er ist Professor für Fernerkundung und Rektor der Universität Zürich.

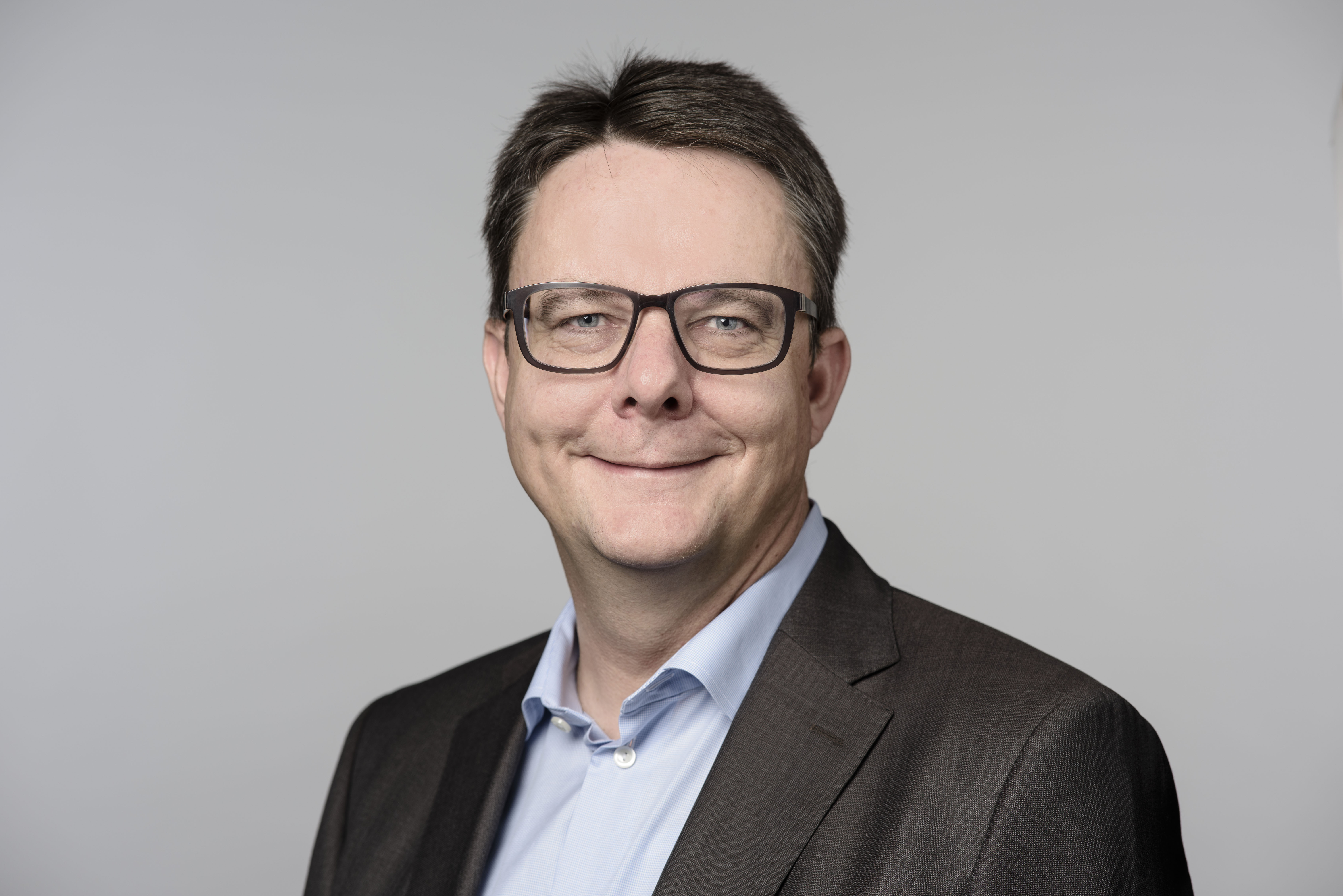
Michael Schaepman, 2016 in Zürich

## Leben
Michael Schaepman wuchs als Sohn einer Deutschen und eines Holländers in der Schweiz auf. Heute lebt er mit der Professorin für Erdsystemwissenschaften und Sibirienspezialistin Gabriela Schaepman-Strub und den beiden gemeinsamen Kindern in Zürich.

## Wissenschaftlich-akademische Karriere
Michael Schaepmans Forschungsschwerpunkte sind Erdbeobachtung, Fernerkundung und Spektroskopie. Bekannt ist er als Spezialist für die Messung von Umweltveränderungen mittels Erdbeobachtung, insbesondere satellitengestützte Aussagen zu Veränderungen der Biodiversität.
Schaepman studierte Geographie, Experimentalphysik und Informatik an der Universität Zürich, wo er 1998 am Geographischen Institut promovierte. Er absolvierte einen Postdoc an der University of Arizona und wurde 2000 Forschungsgruppenleiter am Geographischen Institut der Universität Zürich. 2003 berief ihn die Universität Wageningen zum Professor für Geographische Informationswissenschaft ans Institut für Umweltwissenschaften, wo er 2005 wissenschaftlicher Leiter des Center for Geoinformation wurde. 2009 berief die Universität Zürich Schaepman zum Professor für Fernerkundung ans Geographischen Institut.
2016 wurde er Prodekan und 2016 Dekan der mathematisch-naturwissenschaftlichen Fakultät. 2017 wählte der Universitätsrat ihn zum Prorektor Forschung (vormals Prorektor Veterinärmedizin-Naturwissenschaften). Schaepman legt Gewicht auf Interdisziplinarität und die Vernetzung der Universität mit anderen Institutionen und der Wirtschaft.
So trat die Universität Zürich der Standortvermarkterin Greater Zurich Area AG bei. Schaepman führte für Doktorierende und Postdocs aus Medizin- und Biotechnologie Fellowships ein, die den Schritt von der Forschung zum eigenen Start-up-Unternehmen fördern. Im Innovationspark auf dem ehemaligen Militärflugplatz Dübendorf verantwortet die Universität Zürich den UZH Space Hub, der Experimente in der Schwerelosigkeit ermöglicht. Mit der NASA initiierte Schaepman eine Zusammenarbeit zur Verbesserung der Spektronometrie, also die Fähigkeit, die Erde vom Weltall aus zu erfassen. Am Davoser Weltwirtschaftsforum WEF 2020 präsentierte Schaepman mit Swiss Data Cube eine Technologie, die umweltrelevante Satellitendaten erfasst, archiviert und niederschwellig nutzbar macht. 2018 war er Gründervater des World Biodiversity Forum in Davos, welches international den Schutz der Artenvielfalt propagiert.
Im März 2020 schlug der Universitätsrat Schaepman als einzigen Kandidaten für das Amt des Rektors vor, im Juli wurde er gewählt.

## Publikationen (Auswahl)
- A. K. Skidmore, N. Pettorelli , N. C. Coops, G. N. Geller, M. Hansen, R. Lucas, C. A. Mücher, B. O’Connor, M. Paganini, H. M. Pereira, M. E. Schaepman, W. Turner, T. Wang, M. Wegmann: Environmental science: Agree on biodiversity metrics to track from space. In: Nature. Band 523, 2015, S. 403–405.
- W. Jetz, J. Cavender-Bares, R. Pavlick, D. Schimel, F. W. Davis, G. P. Asner, R. Guralnick, J. Kattge, A. M. Latimer, P. Moorcroft, M. E. Schaepman, M. P. Schildhauer, F. D. Schneider, F. Schrodt, U. Stahl, S. L. Ustin: Monitoring plant functional diversity from space. In: Nature Plants. Band 2, 2016, S. 16024.
- L. M. Navarro, N. Fernández, C. Guerra, R. Guralnick, W. D. Kissling, M. C. Londoño, F. Muller-Karger, E. Turak, P. Balvanera, M. J. Costello, A. Delavaud, G. Y. El-Serafy, S. Ferrier, I. Geijzendorffer, G. N. Geller, W. Jetz, E. S. Kim, H. Kim, C. S. Martin, M. A. McGeoch, T. H. Mwampamba, J. L. Nel, E. Nicholson, N. Pettorelli, M. E. Schaepman, A. Skidmore, I. Sousa Pinto, S. Vergara, P. Vihervaara, H. Xu, T. Yahara, M. Gill, H. M. Pereira: Monitoring biodiversity change through effective global coordination. In: Current Opinion in Environmental Sustainability. Band 29, 2017, S. 158–169.
- F. D. Schneider, F. Morsdorf, B. Schmid, O. L. Petchey, A. Hueni, D. S. Schimel, M. E. Schaepman: Mapping functional diversity from remotely sensed morphological and physiological forest traits. In: Nature Communications. Band 8, 2017, S. 1441.
- B. O’Connor, S. Bojinski, C. Röösli, M. E. Schaepman: Monitoring global changes in biodiversity and climate essential as ecological crisis intensifies. In: Ecological Informatics. Band 55, 2020, S. 101033.
- D. Schläpfer, M. E. Schaepman: Modeling the noise equivalent radiance requirements of imaging spectrometers based on scientific applications. In: Applied Optics. Band 41, 2002, S. 5691–5701.
- A. Damm, A. Erler, W. Hillen, M. Meroni, M. E. Schaepman, W. Verhoef, U. Rascher: Modeling the impact of spectral sensor configurations on the FLD retrieval accuracy of sun-induced chlorophyll fluorescence. In: Remote Sensing of Environment. Band 115, 2011, S. 1882–1892.
- M. E. Schaepman, M. Jehle, A. Hueni, P. D'Odorico, A. Damm, J. Weyermann, F. D. Schneider, V. Laurent, C. Popp, F. C. Seidel, K. Lenhard, P. Gege, C. Küchler, J. Brazile, P. Kohler, L. De Vos, K. Meuleman, R. Meynart, D. Schläpfer, M. Kneubühler, K. I. Itten: Advanced radiometry measurements and Earth science applications with the Airborne Prism Experiment (APEX). In: Remote Sensing of Environment. Band 158, 2015, S. 207–219.[15]